# Stanwellia kaituna
Stanwellia kaituna is een spinnensoort in de taxonomische indeling van de bruine klapdeurspinnen (Nemesiidae).
Stanwellia kaituna werd in 1968 beschreven door Forster.